# Butte (Montana)
Pour les articles homonymes, voir Butte.
La ville de Butte (en anglais [bjut]) est le siège du comté de Silver Bow, dans la partie montagneuse de l’État du Montana, aux États-Unis. Elle est la quatrième agglomération de cet État, avec 33 525 habitants lors du recensement de 2010. Aujourd’hui pour la plupart abandonnées, ses mines d’argent et de cuivre permirent à la ville de se développer et de connaître son « âge d’or » au début du XXe siècle, l'Anaconda Copper étant le premier producteur mondial de cuivre pendant une dizaine d'années.

## Histoire
La ville connaît un développement très rapide à partir de 1880 avec l'exploitation des mines de cuivre. On y retrouve Fritz Augustus Heinze, Marcus Daly et William Andrews Clark, présentés comme les trois « rois du cuivre ».
En 1894, la ville est le théâtre de nombreuses agressions à l'encontre des catholiques.
En 1917, une grève a lieu, soutenue par la Industrial Workers of the World, un puissant syndicat. La même année, un incendie dans l'une des mines provoque la mort de 168 mineurs, pris au piège à 600 mètres de fond.
À partir des années 1950, la ville entre en concurrence avec les mines chiliennes de cuivre ; petit à petit les mines ferment.

## Démographie
| Groupe            | Butte | Montana | États-Unis |
| ----------------- | ----- | ------- | ---------- |
| Blancs            | 94,5  | 89,4    | 72,4       |
| Métis             | 2,1   | 2,5     | 2,9        |
| Amérindiens       | 1,9   | 6,3     | 0,9        |
| Asiatiques        | 0,5   | 0,6     | 4,8        |
| Autres            | 0,8   | 0,7     | 6,4        |
| Afro-Américains   | 0,3   | 0,4     | 12,6       |
| Total             | 100   | 100     | 100        |
|                   |       |         |            |
| Latino-Américains | 3,7   | 2,9     | 16,7       |

Selon l’American Community Survey, pour la période 2011-2015, 96,51 % de la population âgée de plus de 5 ans déclare parler l’anglais à la maison, 1,29 % déclare parler l’espagnol, 0,79 % l'allemand et 1,41 % une autre langue.

## Presse
Le quotidien local est le Montana Standard, propriété de Lee Enterprises. Il existe aussi un journal indépendant, The Butte Weekly.

## Transports
L'aéroport Bert-Mooney dessert la ville (code AITA : BTM, code OACI : KBTM, code FAA : BTM).

## Butte dans la culture

### Dans la littérature
En 1929, Dashiell Hammett situe son roman La Moisson rouge dans une ville Personville (prononcé Poisonville) qui est en réalité Butte. Il évoque la sanglante répression de la grève des mineurs.

### Au cinéma
En 2005, Wim Wenders situe et tourne son film Don't Come Knocking dans la ville de Butte.